# Haytagh
Haytagh (en armenio: Հայթաղ) es una comunidad rural de Armenia ubicada en la provincia de Armavir.
En 2009 tenía 3096 habitantes.
La economía local se basa en la agricultura y la ganadería. Los principales monumentos son una iglesia construida en 1863, la casa de la cultura de 1967 y un monumento a las víctimas de la Segunda Guerra Mundial construido en 1988.
Se ubica unos 5 km al oeste de Echmiadzin.

## Demografía
Evolución demográfica:
| Año        | 1831 | 1897 | 1926 | 1939 | 1959 | 1979 | 1989 | 2001 | 2004 |
| Habitantes | 339  | 1016 | 1141 | 1208 | 1499 | 2086 | 2052 | 2565 | 2703 |